# 科拉超深钻孔
69°23′46.39″N 30°36′31.20″E / 69.3962194°N 30.6086667°E
科拉超深井（俄语：Кольская сверхглубокая скважина）是蘇聯于1970年在科拉半岛鄰近挪威國界的地區開始的一項科學鑽探，其中最深的一个鑽孔SG-3在1989年达到12,263公尺。在接下来很長的一段時間中，以真實垂直深度計算，這個鑽孔一直是到達地球最深處的人造物。然而，其井深紀錄在2008年和2011年被在卡塔爾的阿肖辛油井（12,289公尺）和俄羅斯在庫頁島的Odoptu OP-11油井（12,345公尺）打破，目前排名世界第三。柯拉超深井SG-3是世界上最深的參數井，由科學研發中心“NEDRA”鑽成。位於摩爾曼斯克州，紮波利亞爾內市以西10公里。井開於波羅的海地盾東北部，前寒武紀攜礦接合處。井深12262公尺，上部直徑92cm，下部直徑21.5cm。SG-3井不帶勘探目的，純粹用於在莫霍面接近地表處的科研。

## 歷史
柯拉超深井於1970年紀念列寧誕辰100周年時開鑽。那時，沉積岩段在開採石油的過程中已經得到很好的研究，令人感興趣的是在那些年齡30億年的火成岩（地球年齡被認為是45億年）突向表面的地方鑽探。對這類岩石以礦物開採為目的的鑽探少有深過1-2km，曾經認為，超過5km深花崗岩層就開始被玄武岩替代了。在地質科考隊確定了鑽井位置之後，1970年5月24日鑽井啟動。直到7000米深鑽井過程都相對平穩，鑽過了同類的堅硬的花崗岩。在這個深度之後鑽頭進入了較為不堅硬的層狀岩石。在經過他們的時候井身開始因空洞而掉落。結果鑽柱被岩石卡住，鑽頭在提升過程中掉落。鑽柱丟失段被水泥封固住，鑽井在鑽具偏離的情況下繼續。這樣的事故不止一次的發生，因此鑽井持續了好幾年。
1979年6月井鑽破了之前由美國奧克拉荷馬州Berthar Rogers超深井保持的9583米的記錄。最好的時候在柯拉井上有16個實驗室工作，並且他們由蘇聯地質部親自督導。由於莫斯科準備定於1984年舉辦的國際地質大會，因此1983年鑽至12066米後鑽井暫停了。1984年9月27日鑽井繼續，不久後出現鑽柱斷落事故。鑽井從7000米深重新開始，1990年鑽至時新的旁支鑽達12262米深，鑽柱因再次脫落而停止。

## 現今狀態

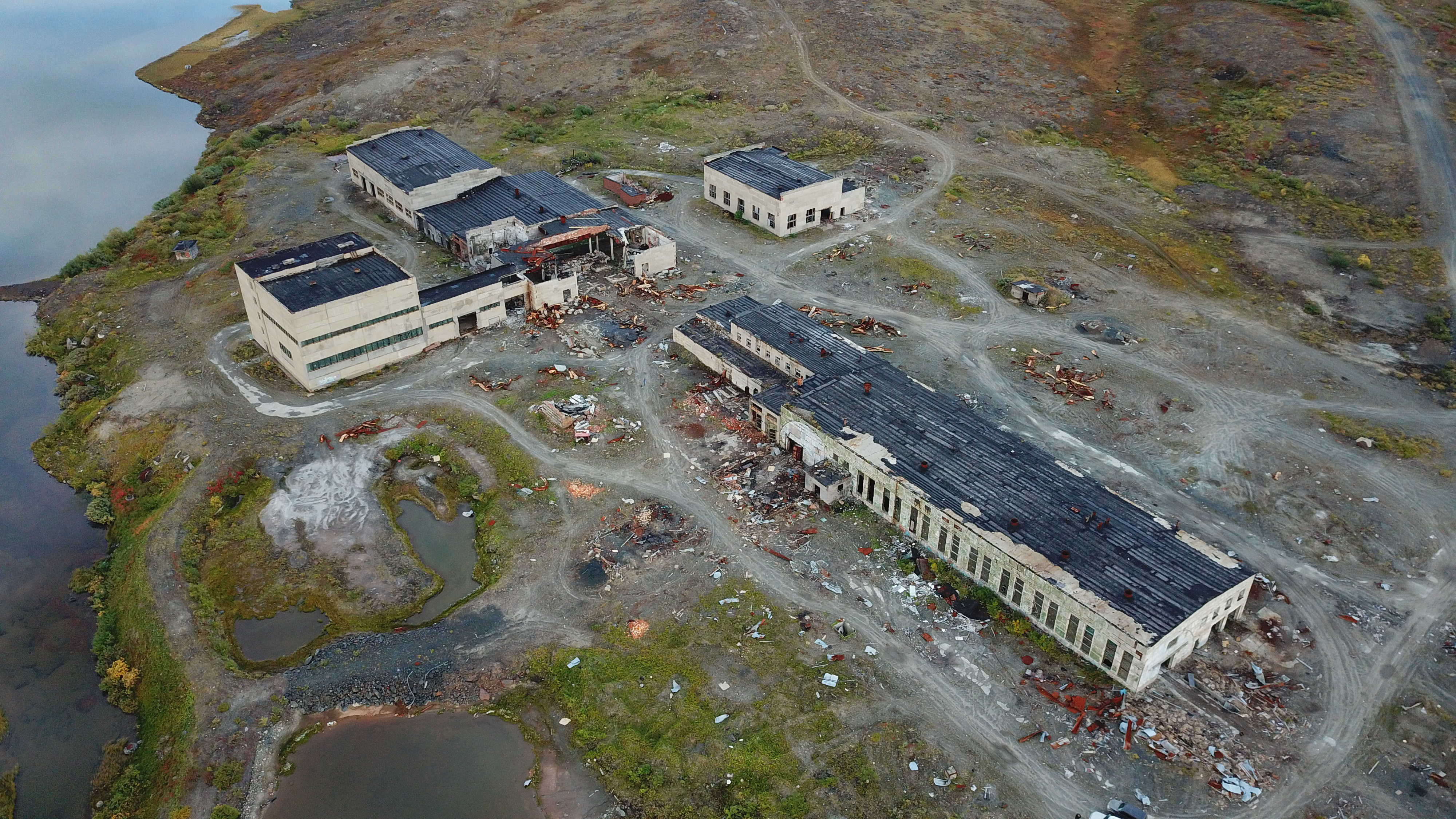
攝於2020年的科拉超深鑽孔俯視圖。

21世紀初，由於財政困難及缺乏國家支持，“柯拉超深鑽井”專案被決定徹底關閉。2008年該井被廢棄，設備被拆除，地面建築被破壞。 2010年，根據俄羅斯科學院柯拉科學中心地質學院院長的評估，恢復該專案需要一億盧布。

## 類似的深鑽項目
清道光十五年（1835年）在自貢採用“衝擊式頓鑽鑿井法”鑿成世界上第一口超千米深井“燊海井”。1930年歐洲打破這一記錄，鑽至地下3千米。50年代末鑽井深度達到7千米。
1957年美國開始深鑽計畫，1958年成立了“莫霍計畫”，計畫從較薄的太平洋地殼向下鑽4.5千米，到達莫氏不連續面，研究地殼和地幔構造。計畫取該名以紀念克羅埃西亞研究地殼與地幔的科學家安德里亞·莫霍羅維奇。然而該專案進展不順利，花費鉅資卻沒有產生預期的科研成果。1966年美國國會停止了該專案的資金，該專案隨即終止。